# Maria Hampel-Fuchs
Maria Hampel-Fuchs (* 3. September 1940 in Hartberg) ist eine österreichische Politikerin (ÖVP) in Ruhe. Hampel war Stadträtin in Wien und Erste Landtagspräsidentin.
Hampel-Fuchs wuchs in der Steiermark auf und besuchte dort die Pflicht- und Handelsschule. Sie arbeitete danach als Sekretärin und übersiedelte 1964 nach Wien. Sie wurde zur Bundesführerin der Katholischen Jugend bestellt und arbeitete von 1970 bis 1982 als Bundessekretärin der Frauen im ÖAAB. Danach hatte sie zwischen 1983 und 2000 die Funktion der Obfrau des Sozialen Hilfswerks Wien inne.
In der Politik engagierte sich Hampel-Fuchs ab 1973 als Bezirksrätin und Bezirksreferentin der Österreichischen Frauenbewegung in Wien-Josefstadt. Sie wurde 1978 in den Wiener Landtag und Gemeinderat gewählt und war ab 1983 Mitglied des Wiener Stadtsenats und der Wiener Landesregierung, blieb jedoch ohne eigenes Ressort. Zwischen dem 29. November 1996 und dem 27. April 2001 hatte sie das Amt der Ersten Landtagspräsidentin inne. Ihre zentralen politischen Themen waren Sozial- und Gesundheitsfragen, Kinder- und Jugendprobleme sowie die Bekämpfung der Armut in Wien. Sie startete zudem Initiativen für das Rederecht des Patientenanwalts, des Kinder- und Jugendanwalts sowie der Umweltanwälte im Wiener Landtag.

## Auszeichnungen
- Bürgerin der Stadt Wien